# Clipol
Clipol – magazyn muzyczny Telewizji Polskiej emitowany w Dwójce (TVP2).  
Program ten nadawano od 27 czerwca 1994 do 9 lipca 1998 roku. Pokazywano tylko teledyski polskie (prawie w każdym odcinku były wyświetlane premierowe teledyski, ponadto były tworzone odcinki poświęcone jednemu artyście/zespołowi - dla przykładu odcinek pt.: "Hey Day" poświęcony zespołowi Hey, który nadano późnym latem 1994 roku, oprócz tego pojawiały się odcinki, w których teledyski poprzedzały rozmowy z zespołem lub wokalistą/wokalistką (tzw. monograficzne), najczęściej na temat albo albumu, z którego pochodził teledysk albo samego teledysku, który pojawiał się po wypowiedzi artysty/artystki lub zespołu na ten temat). Zdarzało się, że magazyn był krótszy lub dłuższy(był on wtedy w cyklu Muzyczne Lato w Dwójce i ponadto występowały wtedy (czasami) tzw. nowości zagraniczne, a więc teledyski zagranicznych artystów, jednak nie w ramach "Clipola"). Występowały też bardzo krótkie (około 15 minut) odcinki programu, a po nim program "Pętla czasu" dotyczący jednego artysty/zespołu (był to koncert danego zespołu).  
W "Clipolu" organizowano konkursy z zakresu wiedzy o zespołach, których teledyski pojawiały się w programie. Nagrodą był koncert zespołu w domu zwycięzcy lub w jego rodzinnym mieście/miejscowości. Organizowano też plebiscyt na najdziwniejsze miejsce na koncert - widzowie głosowali za pomocą listów; przykładem był odcinek z koncertem T.Love na basenie w IV Liceum Ogólnokształcącym w Częstochowie. Zespołowi z wiadomych względów do gustu najbardziej przypadła opcja zagrania na basenie w szkole, do której chodził Muniek Staszczyk - lider zespołu.  
Clipol był też obok "Muzycznej Jedynki" pierwszym programem o takim formacie. W połowie lub pod koniec miesiąca odbywał się też plebiscyt na najbardziej popularny wideoklip miesiąca. 
"Clipol" nadawany był od poniedziałku do piątku około 14.15 - 14.25 (a powtórki w nocy, latem program pojawiał się o wcześniejszych porach, a w 1998 roku program emitowano o ok. 15.05) i był skierowany do młodzieży. Pomimo pory emisji program miał dużą oglądalność, zwłaszcza że TVP nie miała wtedy własnego kanału muzycznego - uruchomiono go dopiero w 1997 roku ("Tylko Muzyka"). 
Magazyn przygotowywany był zazwyczaj przez Marcina Więcława i Tomasza Sapryka. Na początku (latem 1994) trwał godzinę, po wakacjach '94 do ok. 1996 roku 25-45 minut, lecz na przełomie lat 1996/1997 pojawił się kryzys na rynku muzycznym i magazyn skrócono najpierw do 35 minut, potem do 30. W 1998 roku dodatkowo spadająca oglądalność sprawiły, że program trwał już tylko 25 minut. Około czerwca 1998 roku kierownictwo TVP podjęło decyzję o likwidacji programu. Clipol produkowany był przez wrocławski oddział Telewizji Polskiej. Ogółem przez cztery lata istnienia programu powstało ok. 500 wydań.